# Norman Burnstine
Norman Burnstine, alias Norman Burnside, est un scénariste américain né le 26 janvier 1908 à Manhattan (New York, État de New York) et mort le 25 février 1964.

## Biographie
Après des études à l'Université Columbia, où il écrivait dans le journal du campus, il est engagé comme scénariste chez Paramount Pictures en 1928,,. En 1928, il écrit son premier scénario : celui du film Les Fautes d'un père, interprété par l'acteur allemand Emil Jannings et Jean Arthur. Il est employé par plusieurs studios, dont les célèbres Paramount Pictures, Warner Brothers, MGM et 20th Century Fox, mais il n'est impliqué que dans trois autres films, où il n'est crédité que comme coscénariste ; il doit deux autres films de série B à la modeste société de production Republic Pictures : Arson Gang Busters et Invisible Enemy (1938).
Il quitte un moment le métier de scénariste pour travailler dans la maison d'édition d'Alfred H. King, et termine sa carrière comme publicitaire pour la radio.

## Filmographie
- 1928 : Les Fautes d'un père de Ludwig Berger
- 1938 : Invisible Enemy de John H. Auer
- 1938 : Arson Gang Busters de Joseph Kane
- 1940 : La Balle magique du Docteur Ehrlich de William Dieterle

## Distinctions
- Oscars 1941 : Nomination pour l'Oscar du meilleur scénario original (La Balle magique du Docteur Ehrlich), conjointement avec Heinz Herald et John Huston